# Johann Balthasar Neumann
Johann Balthasar Neumann (listenⓘ; 27 de enero de 1687 (?)-19 de agosto de 1753), generalmente conocido como Balthasar Neumann, fue un arquitecto e ingeniero militar de artillería alemán que desarrolló un estilo refinado de arquitectura barroca, fusionando elementos austriacos y bohemios, italianos y franceses. Diseñó algunos de los edificios más impresionantes de la época, incluida la Residencia de Wurzburgo (1720-1744) —considerada uno de los palacios más bellos y mejor proporcionados de Europa y distinguida como Patrimonio de la Humanidad por la UNESCO en 1981— y la Basílica de los Catorce Santos Auxiliadores (1743-1753) (Vierzehnheiligen, en alemán), considerada por Nikolaus Pevsner como la obra culminante de la época.
La imagen de Neumann aparecía en los billetes alemanes de 50 marcos.

## Primeros años

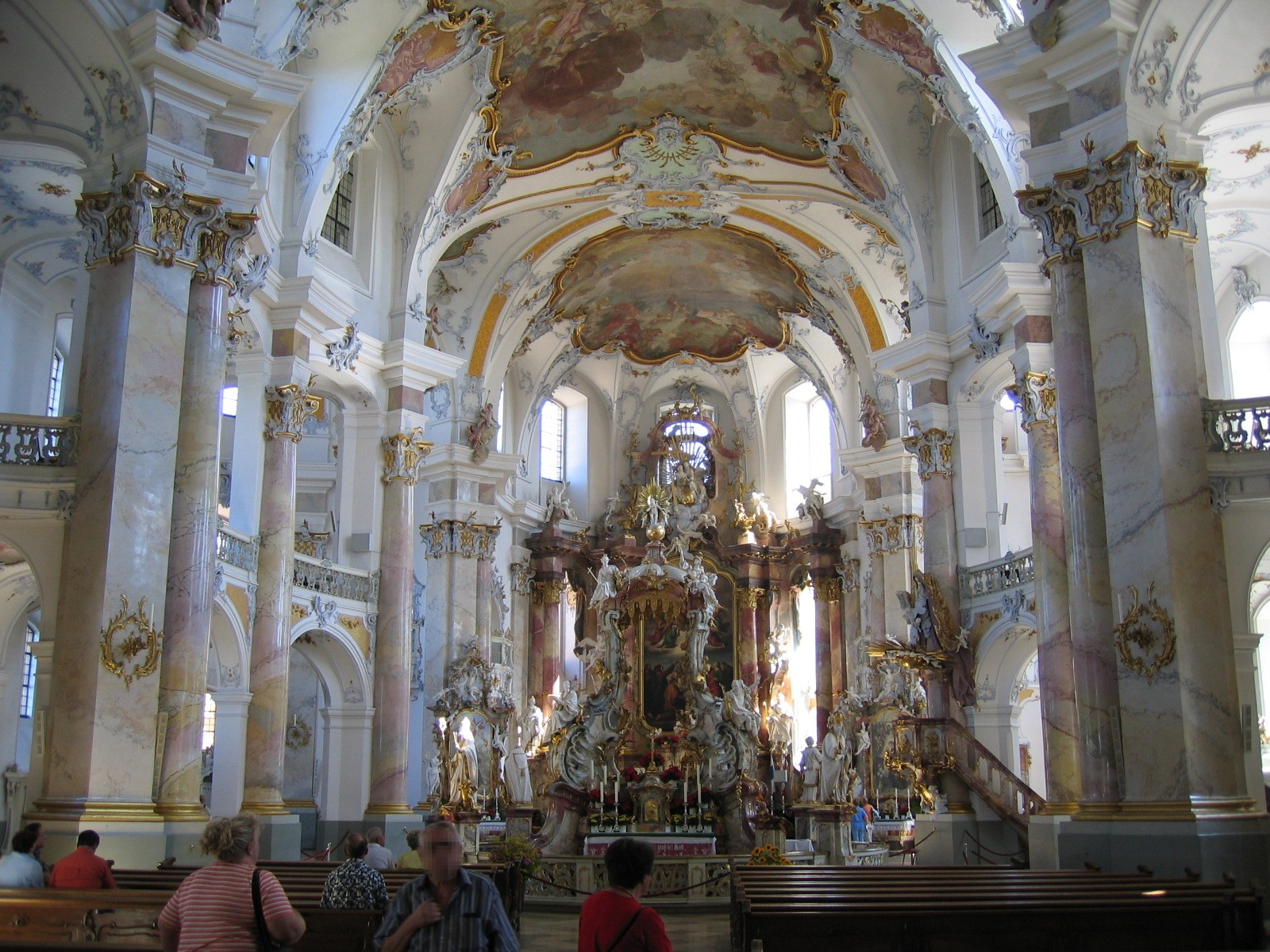
Interior de la Basílica de los Catorce Santos Auxiliadores (1743-1753)

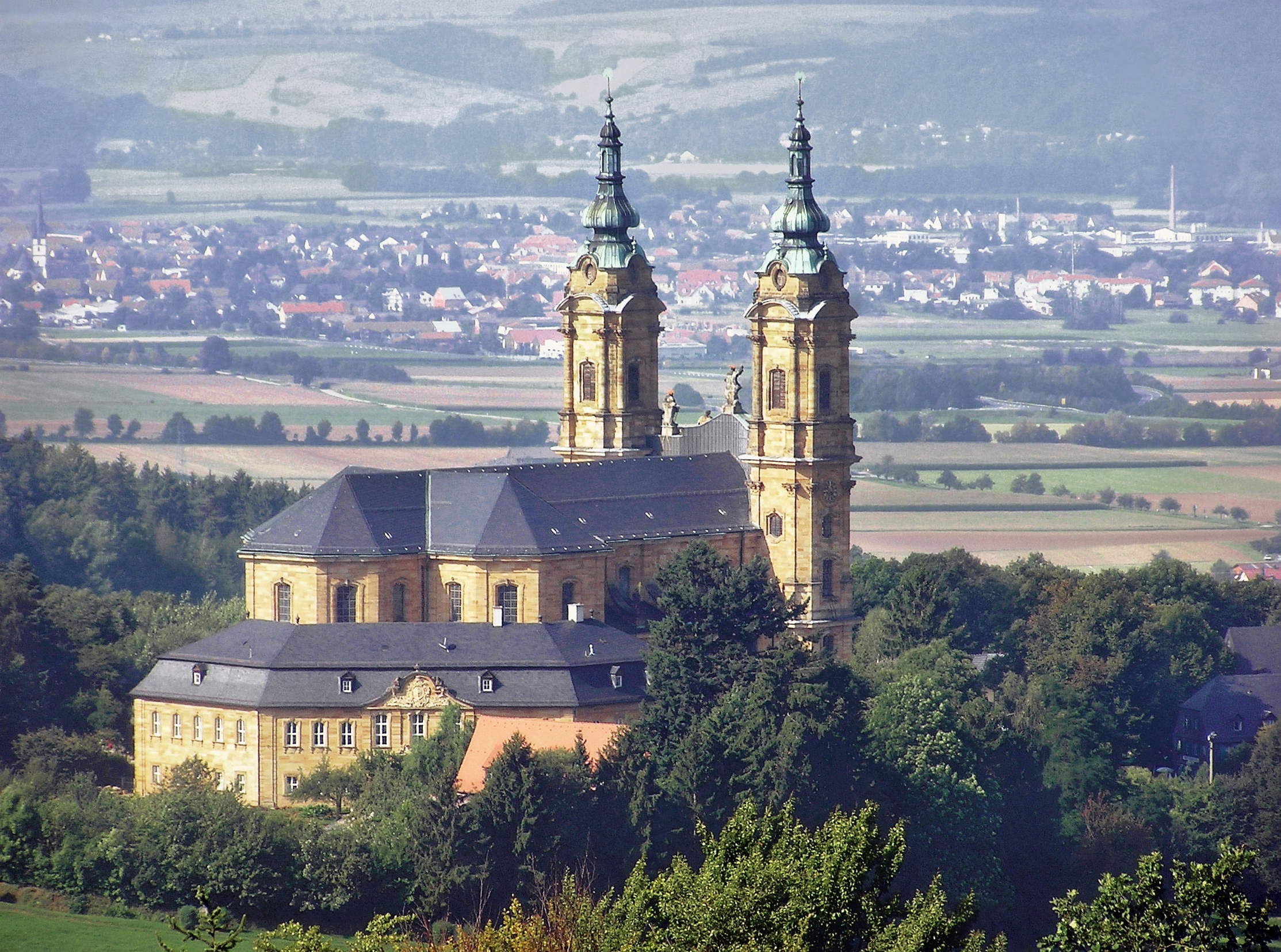
Basílica de los Catorce Santos Auxiliadores (2005)

Neumann nació en enero de 1687 en la casa número 12 de la Schiffgasse, en Eger, Reino de Bohemia (ahora Cheb, República Checa). Fue el séptimo de nueve hijos del fabricante de telas Hans Christoph Neumann (fall. 1713) y de su esposa Rosina Grassold  (1645-1707). Fue bautizado el 30 de enero de 1687 en la iglesia de San Nicolás en Eger. Su primer aprendizaje lo pasó trabajando con su padrino Balthasar Platzer en una fundición de campanas y armas en Eger. Sin embargo, durante sus años de aprendizaje itinerante llegó a Wurzburgo en 1711, donde estuvo en la fundición de Ignaz Kopp y obtuvo el certificado de aprendizaje de «armero, fuegos artificiales serios y de placer».
En 1712 Neumann se unió como plebeyo a la artillería del distrito de Franconia —en el que permaneció hasta su muerte, ocupando entonces el rango de coronel de artillería—, ya que esa era la única forma en que podía seguir unaa carrera de ingeniero, que solo estaba abierta a los militares. Desde 1714 estuvo al servicio del obispado de Wurzburgo (en 1715, era alférez de la principesca compañía personal del ejército del príncipe-obispo y en su tercer año ya pudo realizar estudios de Geometría, Arquitectura y Agrimensura). Perfeccionó sus conocimientos a través de estudios de campo en la construcción de fortalezas, ascendió al puesto de ayudante, luego se convirtió en sargento de artillería en la compañía del castillo y en 1718 ya fue ingeniero-capitán principesco. En esa etapa creó algunos instrumentos de medición el «instrumentum architecturae», con el que podía leer fácilmente las proporciones de los diferentes tipos de columnas (en 1712, ahora en el Deutsches Museum/Múnich y en 1713, en el Mainfränkisches Museum, Wurzburgo), levantó un mapa de Wurzburgo (en 1715, del que hay una copia  hecha por Joseph Fischer en 1775 en el Archivo de la Guerra, Múnich; a partir de 1723 (implementado por Johann Salver, Johann Baptist Homann y Johann Balthasar Gutwein), se utilizó ampliamente una vista de pájaro en perspectiva de la ciudad de Wurzburgo dibujada por Neumann.) y realizó algunos dibujos para la nueva abadía de Ebrach (en 1716, ahora perdidos).
En 1717/1718  sirvió en la Guerra austro-turca a las órdenes de Eugenio de Saboya, y estuvo con las tropas francas en Austria y Hungría, donde probablemente trabajó como ingeniero en la fortificación de Belgrado. En Viena pudo conocer los edificios barrocos que marcaba entonces tendencia de Johann Bernhard Fischer von Erlach y de JJohann Lukas von Hildebrandt y con ellos educó su estilo personal. Un viaje en 1718 en el norte de Italia para estudiar edificios le llevó a Milán, y le permitió encontrarse con las obras de Guarino Guarini, que fueron decisivas para su posterior e ingeniosa concepción del espacio. En esa estancia trabajó brevemente en proyectos de construcción civil en Milán (se desconocen los detalles).

### Al servicio de los príncipes obispos de Wurzburgo

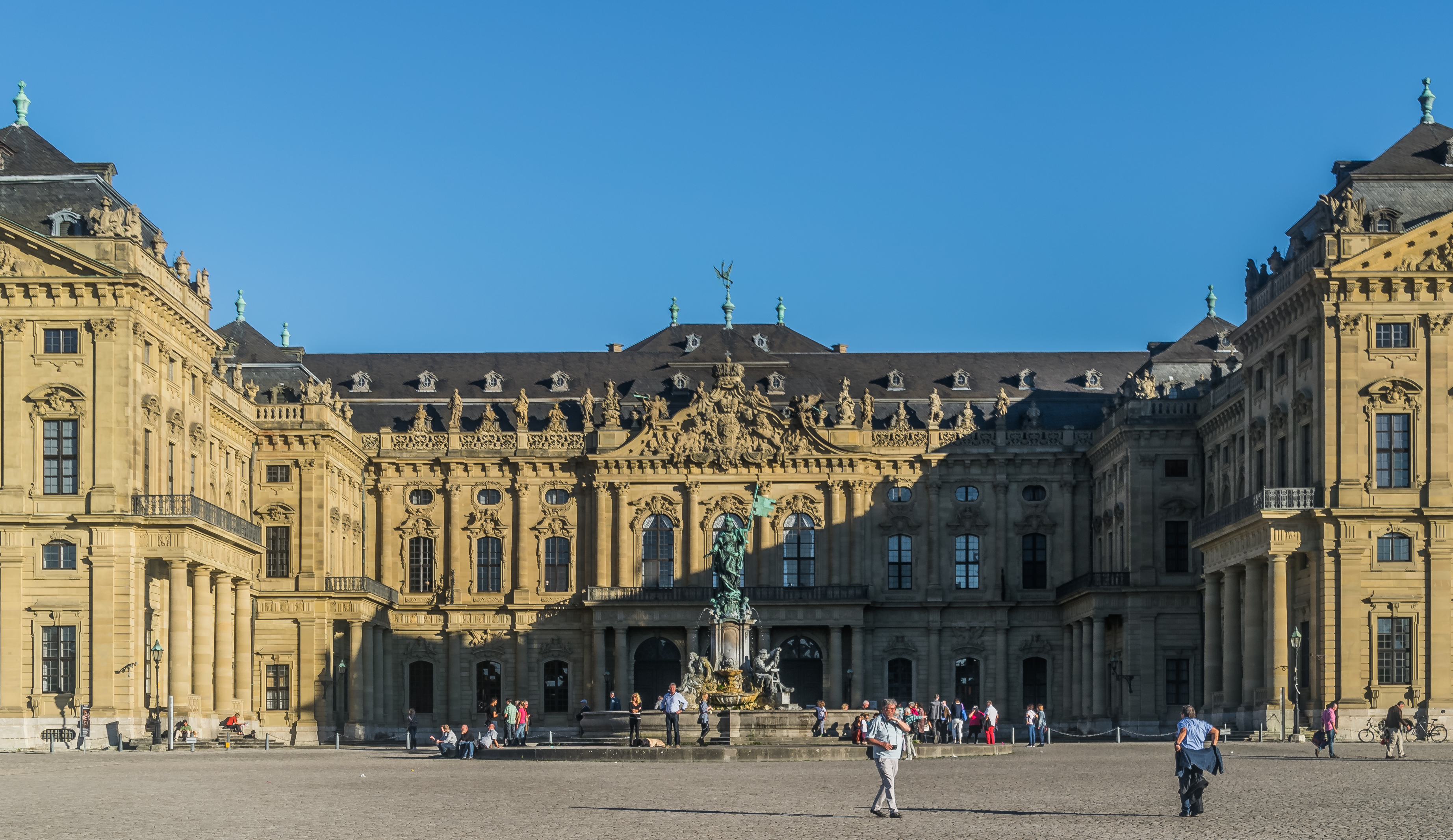
Fachada oeste de la residencia de Wurzburgo (1720-1744)

Después de que Neumann hubiera trabajado en Wurzburgo bajo la dirección del capitán de artillería e ingeniero Andreas Müller (1667-1720) y del maestro de obras de la ciudad Joseph Greissing, en 1719 el nuevo príncipe-obispo de Wurzburgo Johann Philipp Franz von Schönborn (r. 1719-1724) nombró al entonces capitán de pieza (de artillería) e ingeniero jefe, director del edificio del obispo en Wurzburgo. Como tal, Neumann finalmente se hizo cargo de la planificación del nuevo edificio de la Residencia de Wurzburgo en 1720. El príncipe-obispo de Wurzburgo siguió la recomendación de su tío, el elector de Maguncia Lothar Franz von Schönborn, quien ya había notado el talento prometedor del constructor en 1715. Aunque participaron otros arquitectos, Neumann pudo darle al proyecto su impronta personal, en lo que se convertira en el trabajo de su vida y en el despeque de su carrera como arquitecto. El segundo encargo del príncipe-obispo fue la Schönbornkapelle de la catedral de Wurzburgo (desde 1721).
Neumann formó su comprensión de la arquitectura en esos primeros años en colaboración con otros arquitectos al servicio del obispado de Wurzburgo, como Maximilian von Welsch, los hermanos von Erthal y Ritter zu Gronesteyn, a través de los cuales entró en contacto con los primeros clásicos franceses, como Mansart. El enfrentamiento con el maestro vienés Johann Lukas von Hildebrandt fue definiendo su estilo.
En relación con la construcción de la residencia, realizó un viaje de estudios en nombre de su patrón, el príncipe-obispo, que a través de Mannheim, Bruchsal, Estrasburgo y Nancy,  lo llevó a París en 1723. Ahí, en contacto con Robert de Cotte, el primer arquitecto del rey francés, consolidó las ideas pioneras para nuevas disposiciones espaciales. Junto con Germain Boffrand, otro de los grandes arquitectos de Francia, Neumann desarrolló sus ideas para una escalera espaciosa, que más tarde lo hizo famoso, en París. De vuelta en Wurzburgo, Neumann comenzó a construir un pabellón de caza conocido como Mädelhofen (1724, inacabado, demolido en 1725). En 1724 fue ascendido a mayor.

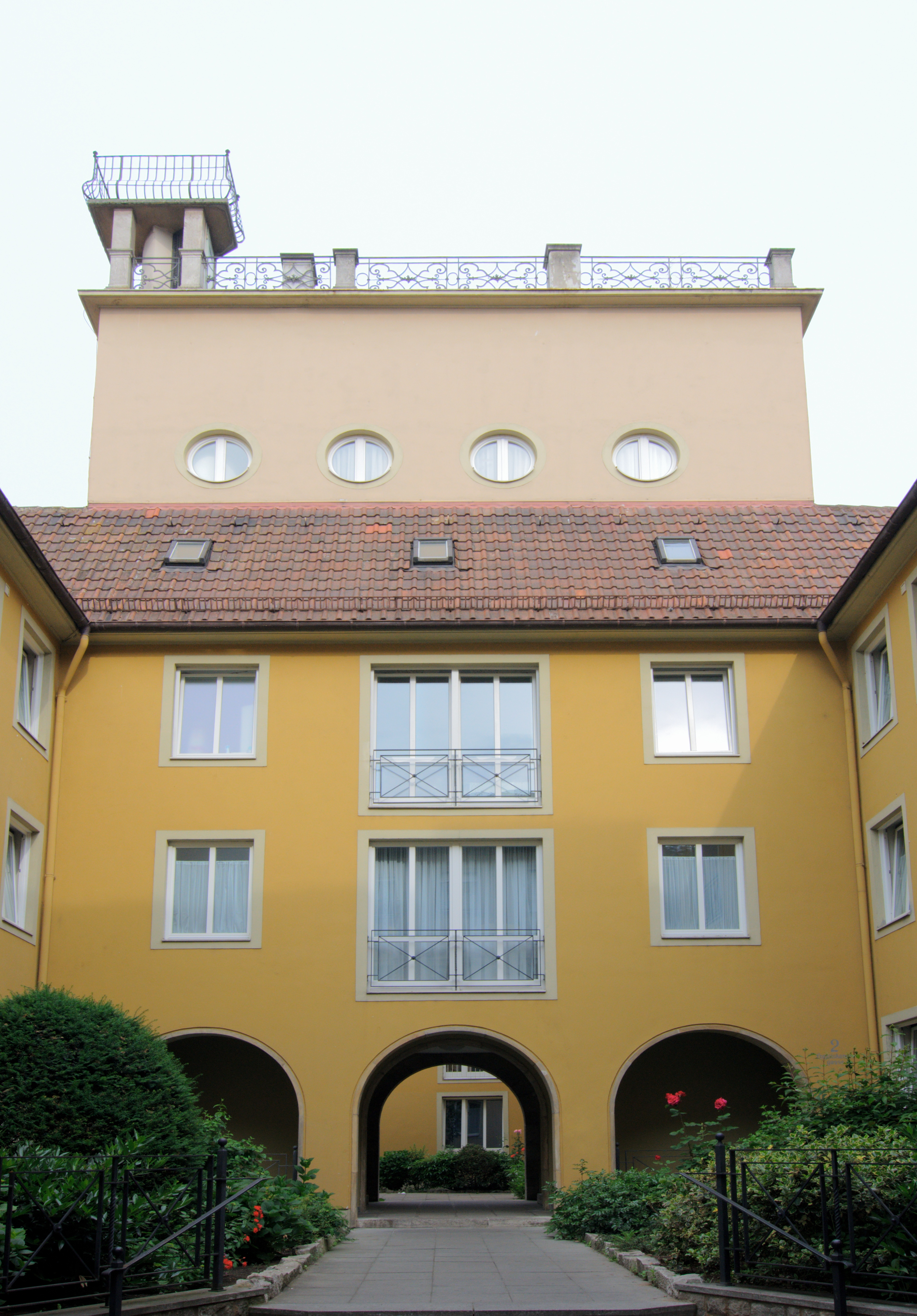
Hof Oberfrankfurt en Franziskanergasse 2

Desde 1723 Neumann fue miembro de la comisión episcopal de construcción, que en realidad dirigió desde 1725. Como director de construcción del capítulo de la catedral, logró una posición dominante en la industria de la construcción de Wurzburgo, incluso después de haber perdido temporalmente el puesto de director jefe de construcción bajo el sucesor de Schönborn, Anselm Franz von Ingelheim. Además, también fue un exitoso empresario independiente cuando dirigió la fábrica de vidrio Schleichacher en Steigerwald (ahora fábrica Schleichach en el municipio de Rauhenebrach) y un taller de pulido de espejos en Wurzburgo. Con sus productos suministraba bienes no solo para sus propias obras sino que también los exportaba a otros países.
Bajo el sucesor de von Schönborn, Christoph Franz von Hutten (r. 1724-1729), Neumann estuvo menos ocupado en Wurzburg y trabajó principalmente para varias abadías. Su nueva iglesia en la abadía de Münsterschwarzach (después de 1727, demolida después de 1821) sentó las bases de su fama como constructor de iglesias. Dos máximas de Neumann en la construcción de iglesias (en el que también se basó en elementos renacentistas como los que Antonio Petrini ya había utilizado en la iglesia carmelita de San José y Santa María Magdalena y en la abadía de Haug) eran el empleo de una «rotonda» y del «espacio curvado». Solo estaba satisfecho con soluciones perfectas que incluían todas las sugerencias.
Otra obra de este período fue la iglesia de Kloster Holzkirchen (1728-1730), donde combinó rasgos del barroco francés, italiano y alemán.
Neumann vivió desde 1724 en la Franziskanergasse 2 de Wurzburgo, en la granja de Oberfrankfurt que había adquirido al príncipe-obispo Christoph Franz von Hutten]]. Ahí también había dispuesto su oficina de arquitectura con sus empleados. Una escalera de caracol conducía a una azotea y desde allí a una plataforma de observación, a la que llamaba el Belvedere, conocida popularmente como el «púlpito de Neumann». Un podio con una barandilla en el techo de su casa le permitía ver sus obras de construcción en Wurzburgo. (El 16 de marzo de 1945 la propiedad sufrió graves daños por las bombas y se dinamitó en 1950 debido al riesgo de derrumbe. Posteriormente se decidió construir un nuevo edificio en el que se integró el portal barroco. El "Balthasar-Neumann-Stube" se instaló como una sala de eventos en el último piso.)
En 1725 se casó con Maria Eva Engelberta Schild, hija del consejero privado Franz Ignaz Schild. Ambos tuvieron ocho hijos. El matrimonio le dio acceso familiar a funcionarios públicos influyentes y a familias del consejo en la ciudad y en la diócesis.
Tras la muerte de Lothar Franz von Schönborn en 1729, fue elegido su sobrino Friedrich Carl von Schönborn (r. 1729-1746), que también fue príncipe-obispo de Bamberg. Como Reichsvizekanzler, von Schönborn vivió en la corte imperial de Viena hasta 1734. Nombró en 1729, en lugar de Maximilian von Welsch, a Neumann, entonces teniente coronel en la artillería del distrito de Franconia, director de toda la construcción militar, civil y eclesiástica en ambos obispados. Como ingeniero jefe de los Hochstifts conjuntos, Neumann era el responsable de supervisar las fortificaciones, el transporte y la ingeniería hidráulica y de mejorar la planificación urbana en términos prácticos y estéticos. Neumann proyectó nuevos canales de suministro para Wurzburgo, canalizó agua fresca del manantial en la fuente de cuatro tubos y construyó nuevas calles. 
Desde 1731 también recibió la cátedra de arquitectura civil y militar en la Universidad de Wurzburgo. En Bad Kissingen, junto con Georg Anton Boxberger, organizó la reubicación del afluente Saale Franconio en 1737 y 1738. En ese contexto, se redescubrió el "pozo afilado", el manantial Rakoczy de hoy. Además, se realizaron en Kissingen sus planes para la casa real del balneario y la nave de la Marienkapelle. En 1738 dibujó una vista general de Bad Kissingen con una muralla y 14 torres. En 1739 el príncipe obispo lo llamó a Viena, donde intercambió puntos de vista con Johann Lukas von Hildebrandt, el arquitecto de los Schönborn, cuya influencia es visible en algunas partes de la Residencia y también en el pabellón de caza de Werneck (después de 1733).
En 1741 se convirtió en coronel, alcanzando así el mayor rango militar al que podía aspirar, dados sus orígenes. Neumann trabajó en la iglesia de iglesia de San Paulino de Tréveris (1734-1757), diseñando la mayoría de los elementos internos.
Debido a la política de la familia Schönborn obsesionada con "Bauwurm" de ocupar tantas diócesis como fuera posible con parientes, la esfera de actividad de Neumann de Wurzburgo y Bamberg finalmente se expandió a las diócesis de Espira, Constanza y Trier, e incluso el elector de Colonia Clemens August von Wittelsbach le encomendó algunos encargos.
Neumann también trabajó para Damian Hugo Philipp von Schönborn (1676-1743) y Franz Georg von Schönborn (1682-1756). Neumann construyó el Corps de Logis  del palacio de Bruchsal (después de 1731), con su notable escalinata. En la misma ciudad, también diseñó la iglesia de San Pedro (1740-1746) que iba a ser el lugar de enterramiento de los príncipes-obispos de Espira. Entre sus trabajos para el elector de Tréveris se encuentran el  Dikasterialgebäude de la fortaleza de Ehrenbreitstein (1739-1748) y el palacio de verano de Schönbornslust (1748-1752, demolido en 1806) en Kesselheim, también cerca de Coblenza.
Este trabajo, a su vez, llevó a que se contactara con Neumann para seguir trabajando en el oeste de Alemania. De muchos proyectos discutidos, solo se realizaron la escalera y los nuevos apartamentos del Palacio de Augustusburg en Brühl (desde 1743). Los proyectos que hizo para el palacio ducal en Stuttgart (1747-1749), para el Palacio de Schwetzingen (1749-1752) y para la Residencia en Karlsruhe (1750-1751) nunca se llevaron a la práctica.
Como constructor de iglesias, Neumann se inspiró en Guarino Guarini y en la arquitectura en su Bohemia natal de Johann Dientzenhofer. Hizo hincapié en el uso de la rotonda como elemento central de sus iglesias. Su maestría alcanzó su mejor momento en Vierzehnheiligen (1743-1753) y en Neresheim (después de 1747).

Uno de sus últimos grandes proyectos fue la reconstrucción del Palacio de Hofburg en Viena (después de 1746), que sin embargo no se realizó. Una carta fechada el 19 de julio de 1747 muestra que Emanuel Teles da Silva, conde de Silva-Tarouca, director del edificio de la corte en Viena, trataba de conquistar al famoso arquitecto para Viena. Neumann había guiado al emperador Francisco I del Sacro Imperio Romano Germánico a través de la Residencia durante su estancia en Wurzburgo con motivo del viaje de coronación a Frankfurt. Francisco I estaba ocupado rediseñando el Hofburg de Viena en ese momento. En nombre del emperador dibujó diseños para una nueva escalera en el Hofburg de Viena, que fue una de las escaleras más grandiosas de la época barroca. Escribió
... mientras tanto, también envío a Su Majestad Imperial mi idea sobre el Castillo Imperial y Real o residente en Viena, que ya ha sido completada.
Como regalo de honor, María Teresa hizo que Tarouca le enviara una gran y hermosa caja de rapé. Sin embargo, Jean Nicolas Jadot de Ville-Issey de Lorena recibió el encargo, y los planes de Neumann no se implementaron.

## Muerte y legado

Balthasar Neumann en el billete de 50 marcos

Neumann murió en Wurzburgo el 19 de agosto de 1753, siendo coronel de artillería y director de edificios del príncipe-obispo. Fue enterrado en la Marienkapelle de Wurzburgo. La iglesia abacial de Neresheim, que él mismo había iniciado, y la incompleta basílica de Vierzehnheiligen fueron acabadas por otros constructores.
Como empleados de Neumann destacaron Johann Thomas Nissler (1713-1769), Arnold Friedrich Prahl (1709-1758) y Johannes Seiz (1717-1779).
La representación en los 50 marcos alemanes mostraba un retrato suyo junto con la famosa escalera ubicada en la Residencia de Wurzburgo. Neumann también fue representado por Tiepolo en el fresco del techo sobre la escalera de la Residencia, con un uniforme pseudo-militar, inclinado sobre un cañón. Se había jactado de que la cubierta estaba tan bien construido que ni el rugido de un cañón haría caer el techo.

## La residencia de Wurzburgo
La familia Schönborn, que dominaba el principado episcopal de Wurzburgo, decidió a principios del siglo XVIII construir un palacio con el fin de trasladar la sede del episcopado, situado previamente en una antigua fortaleza. Los primeros maestros de obra fueron Maximilian von Welsch (1671-1745) y Johann Dientzenhofer. Más adelante, Neumann fue contratado para ayudar a Dientzenhofer. Neumann demostró su capacidad para el trabajo y se convirtió en el maestro principal de una obra que iba a tenerle ocupado durante más de treinta años. 
Sin embargo en 1746, el príncipe-obispo desapareció y su sucesor, que no tenía mucha prisa en terminar las obras de la residencia, relevó a Neumann de sus funciones. Fue necesario esperar a la elección de Carl Philipp von Greiffenclau como nuevo príncipe-obispo (sucesión que tuvo lugar en 1749) para que Neumann pudiera terminar la obra. Inspirándose en algunos de sus contemporáneos (Lukas von Hildebrandt, Dientzenhofer, Robert de Cotte), Neumann construyó una obra emblemática del barroco germánico. En el corazón del palacio se encuentra una monumental scalera con frescos pintados por Giovanni Battista Tiepolo, así como una sala de honor, la Kaisersaal, cumbre de la pintura mural.

## Obras (selección)

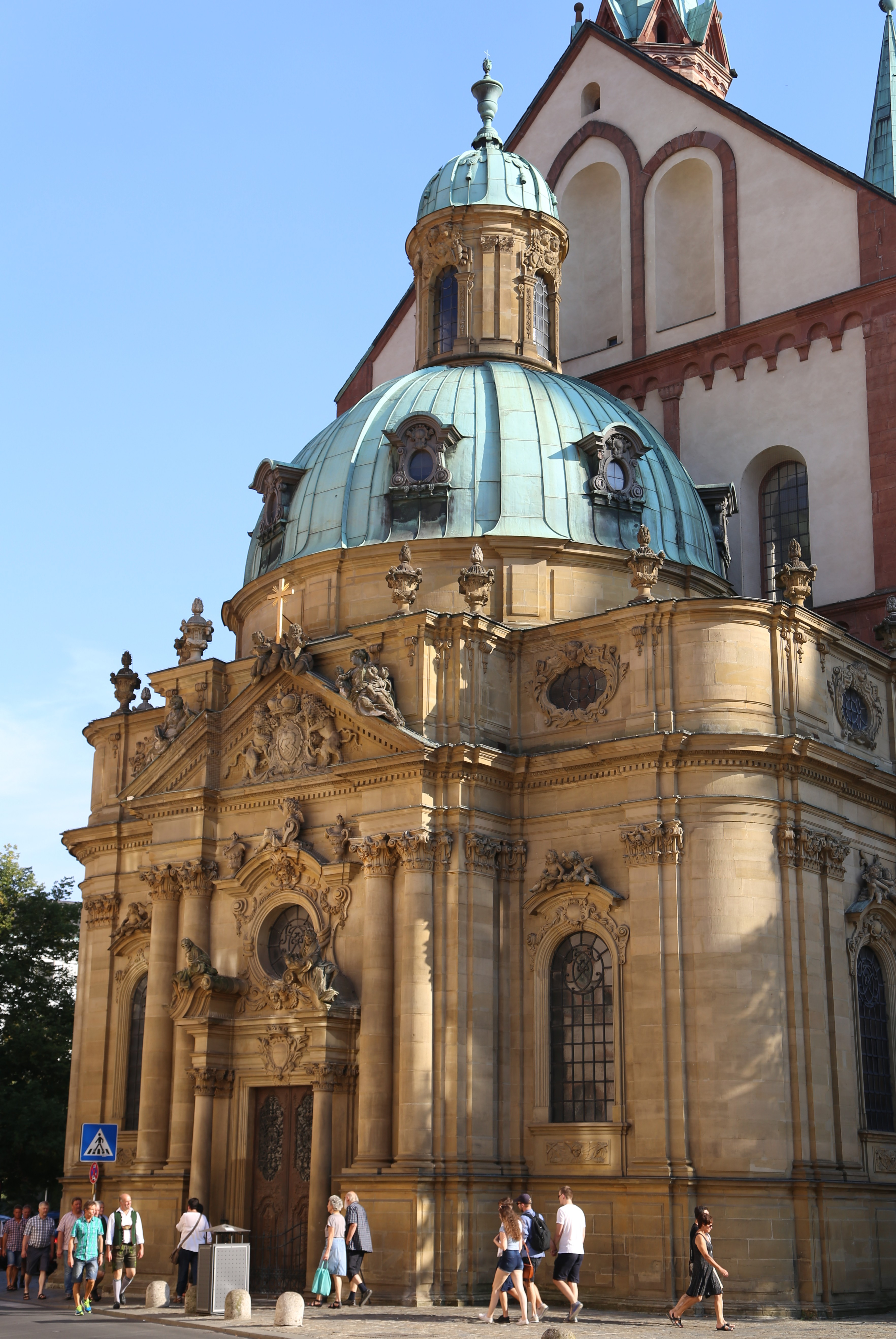
Capilla Schönborn en la catedral de Wurzburgo.

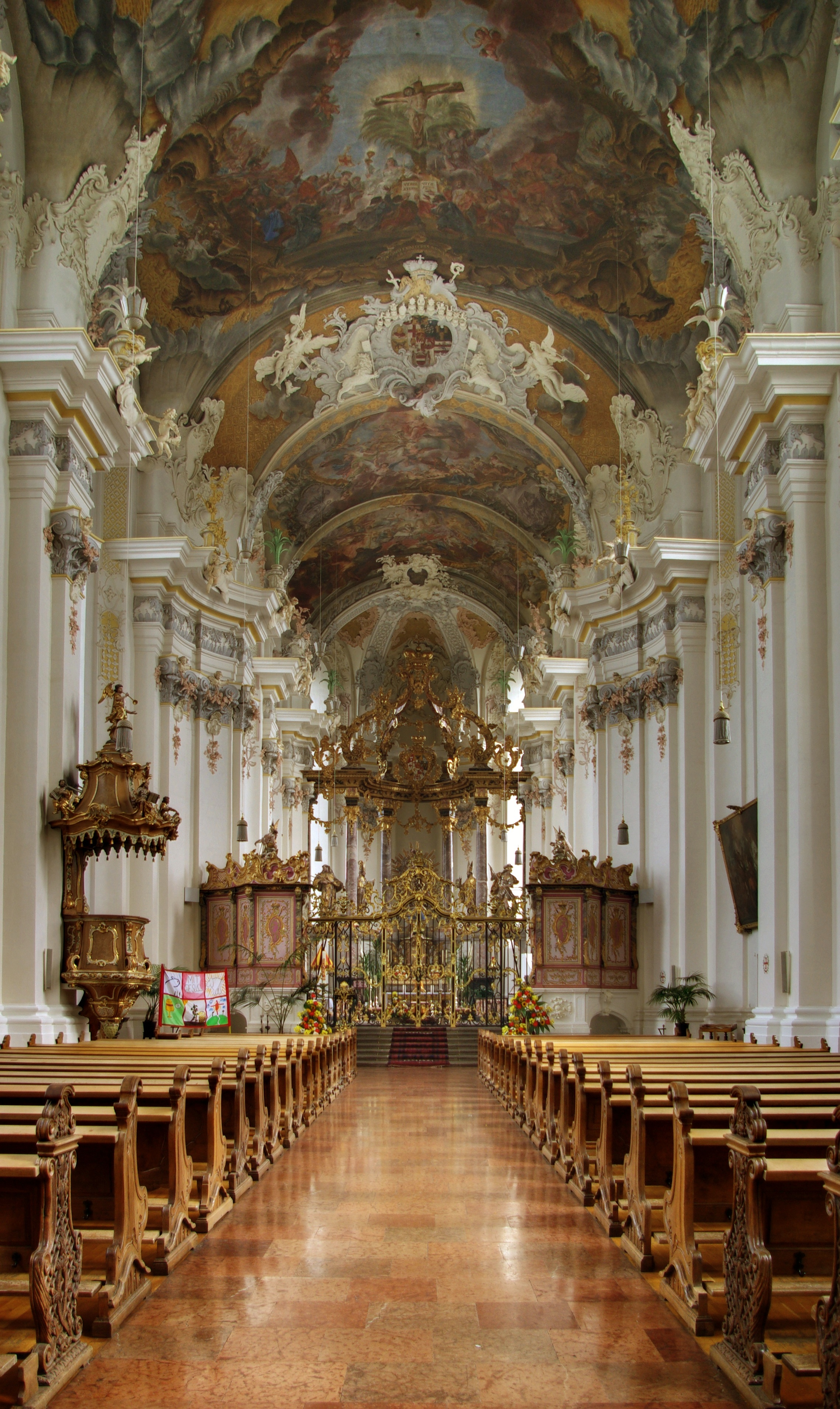
IInterior de la basílica de San Paulino en Trier (1734-1757)

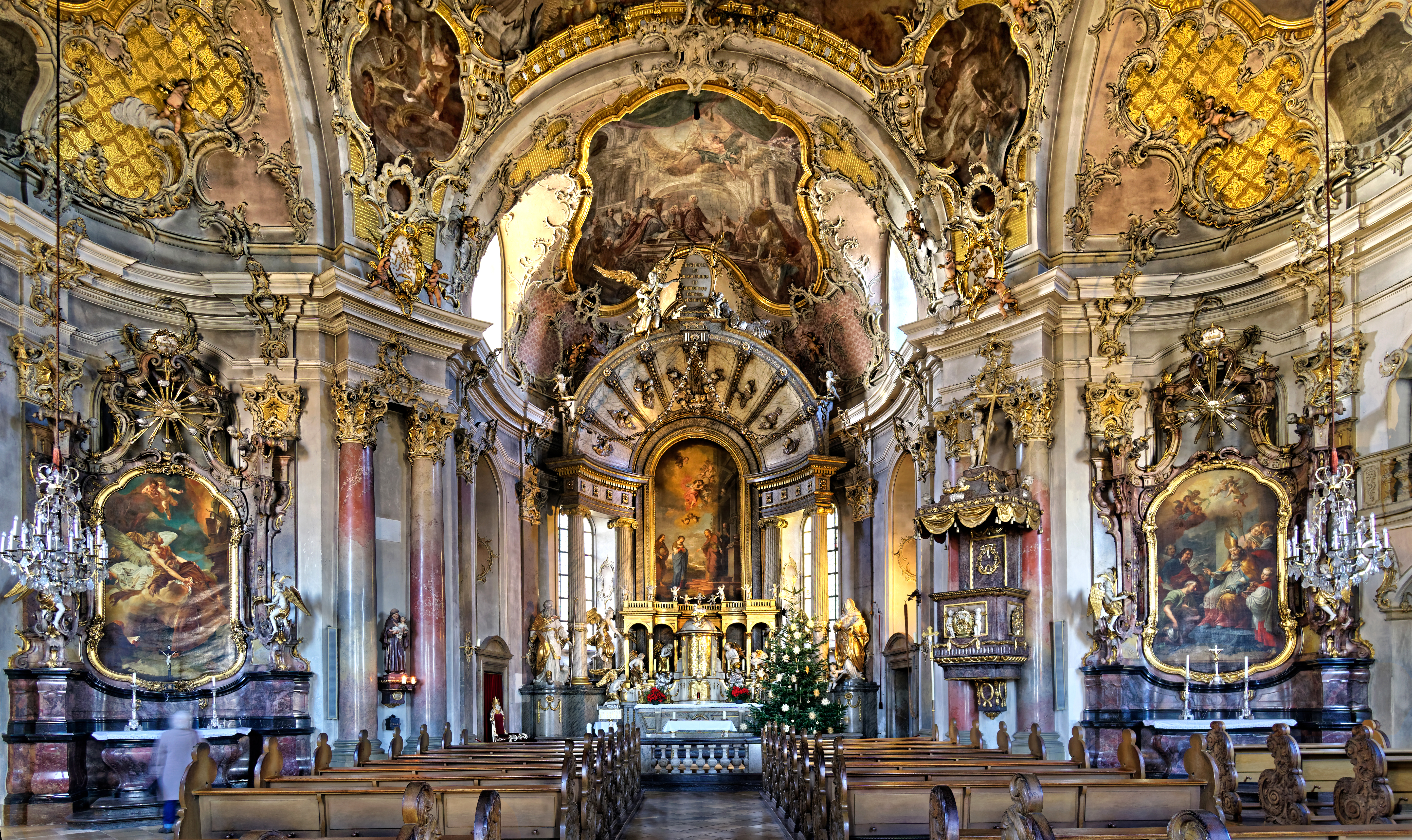
Interior de la iglesia de la residencia de Wurzburgo

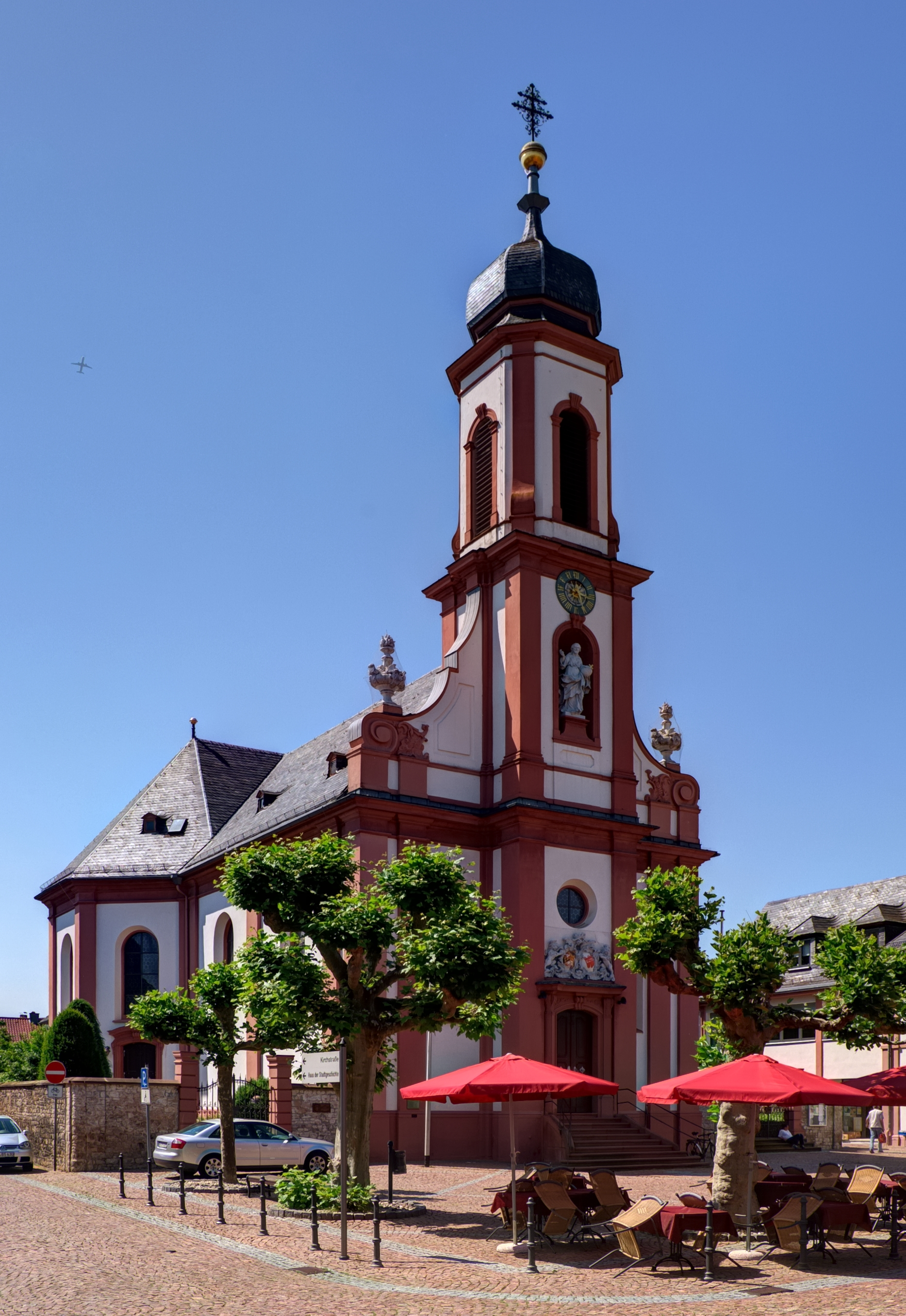
Santa Cecilia (1739), iglesia parroquial de Heusenstamm

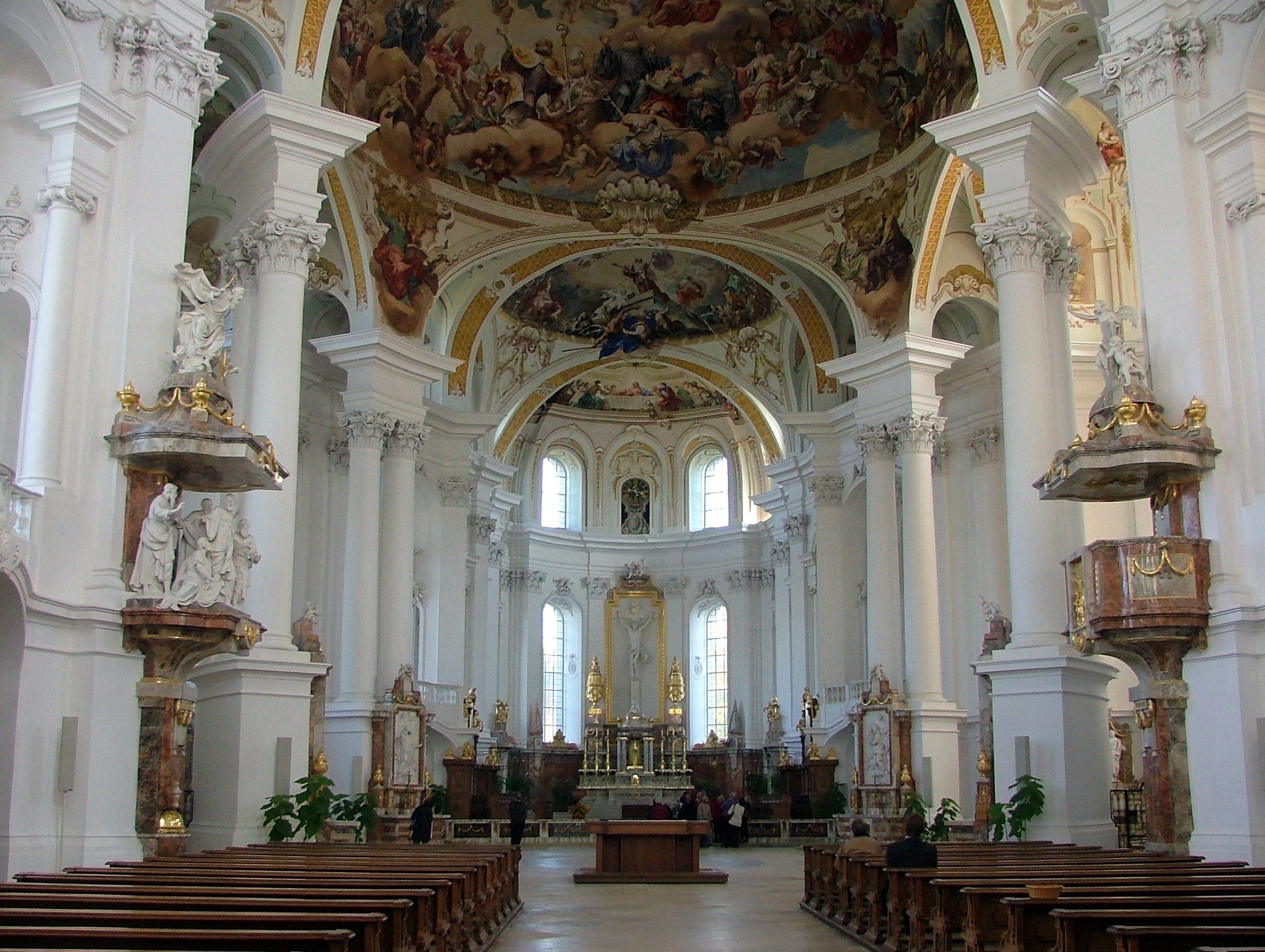
Interior de la iglesia del monasterio benedictino de la Santa Cruz en Neresheim (1747-1792)

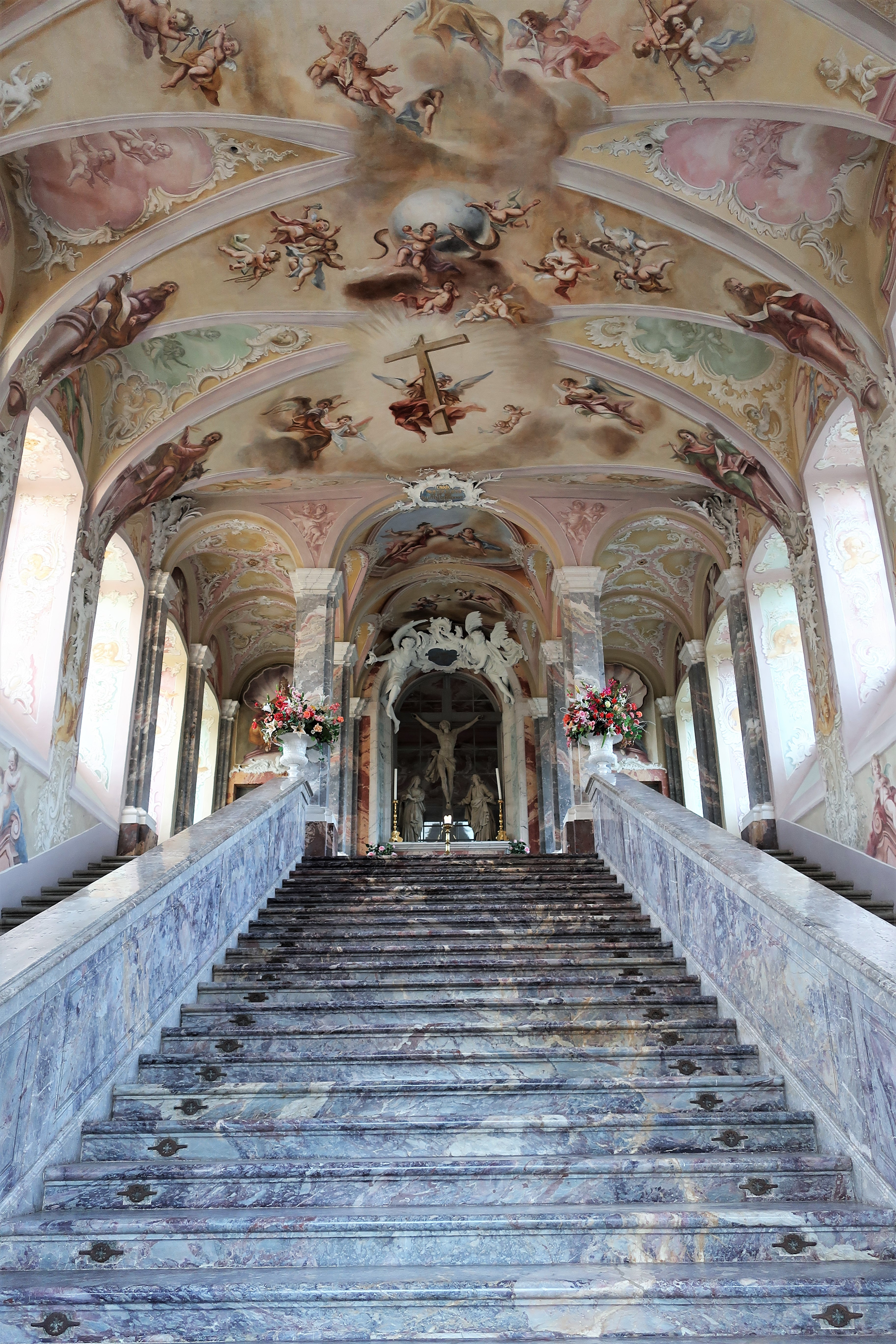
Escaleras Santas (1746-1751) de la iglesia Kreuzberg en Bonn

Planta de la Käppele (1748-1750), en Wurzburgo

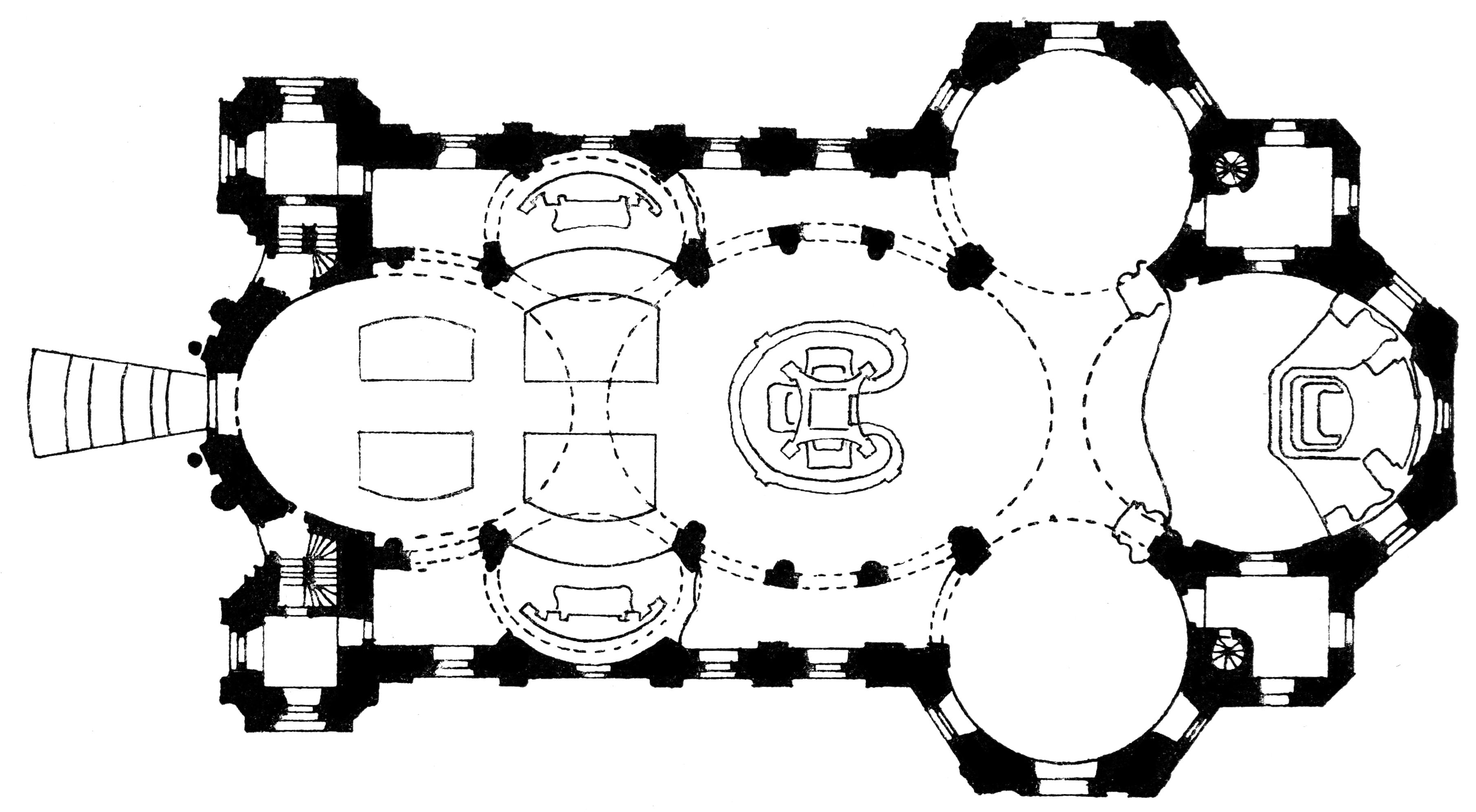
Planta de la Basílica de los Catorce Santos Auxiliadores (1743-1753)

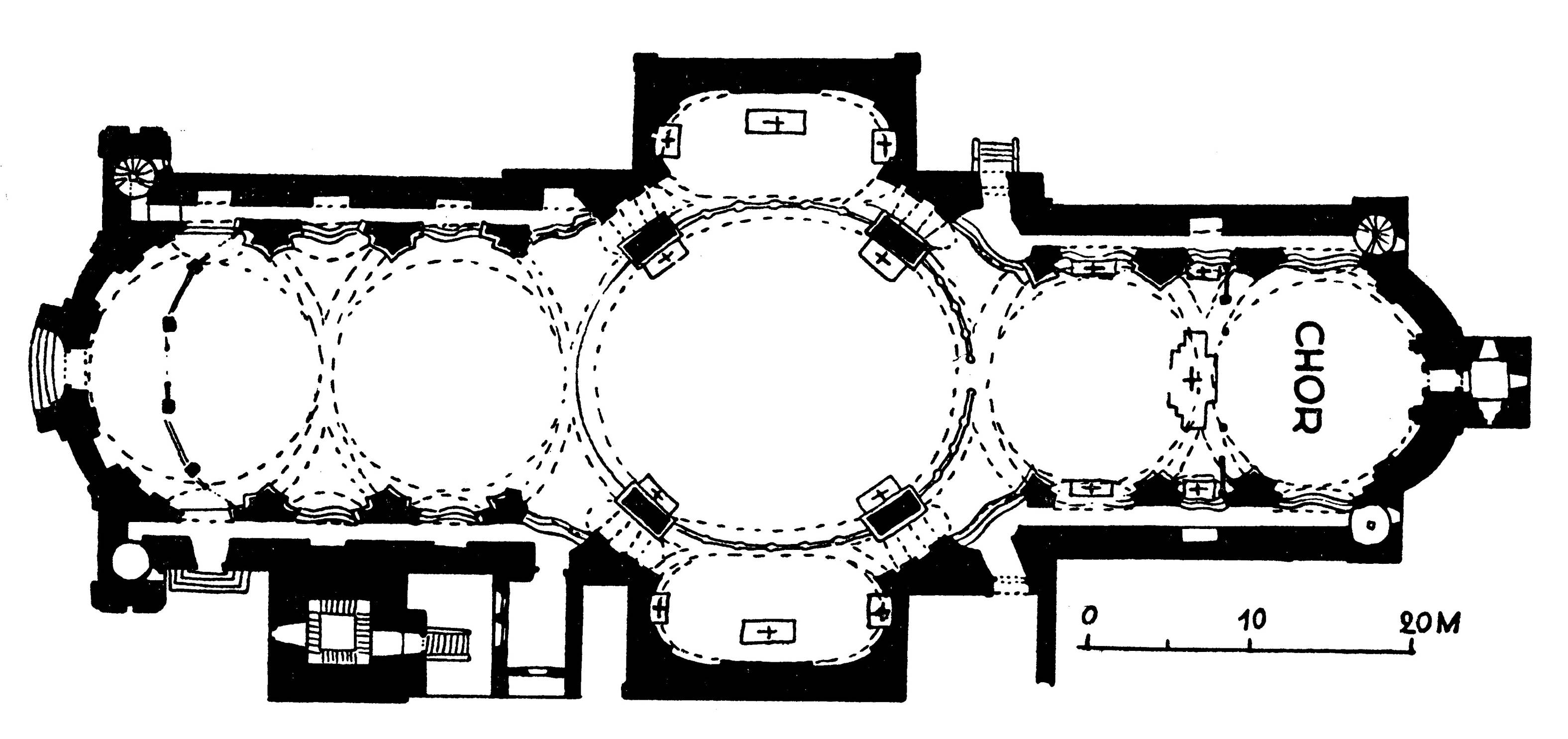
Planta de la iglesia del monasterio benedictino de la Santa Cruz en Neresheim (1747-1792)

Balthasar Neumann creó «alrededor de 100 puentes, iglesias, monasterios, castillos, edificios residenciales y comerciales importantes».
- 1720-1744: Residencia de Wurzburgo en estilo barroco italo-francés,basada en el modelo del Palacio de Versalles;
- ca. 1720: Lusthaus en el parque del castillo de Wiesentheid (a Neumann también se le atribuye el rediseño barroco de la residencia);
- 1722-?: Schloss Burgpreppach, escalera;
- 1721-1735: Landwehrstraße 18, 20, 22 en Kitzingen;
- ?: Cuartel del ejército en Wurzburgo
- 1721-1724: Capilla Schönborn, en el brazo transversal norte de la catedral de Wurzburgo;
- 1725: Sala de pozos en Bad Bocklet;
- 1726: Iglesia parroquial de St. Andreas, en Retzstadt;
- 1728: matacán de la fortaleza de Marienberg, cerca de Wurzburgo;
- 1728-1730: iglesia redonda del monasterio de Holzkirchen, en Holzkirchen;
- 1723-1733: Monasterio de Heidenfeld;
- 1724-?: Fichtelscher Hof en Wurzburgo, Bronnbachergasse (desde 1724,  en nombre del canciller de la corte Franz Ludwig von Fichtl). El diseño de la decoración de la fachada ornamental, que se añadió alrededor de 1734, probablemente proviene de Johann Lukas von Hildebrandt.[12]
- 1730-1735: Iglesia de la Orden Teutónica en Bad Mergentheim, Beteiligung;
- 1730-1739: Iglesia de peregrinación del convento de Gössweinstein. Al principio, el trabajo se llevó a cabo bajo su dirección, luego bajo Johann Jakob Michael Küchel, empleado de Neumann en el departamento de construcción del obispado de Bamberg desde 1735. Cuando la iglesia fue consagrada en 1739, que tuvo lugar en presencia del príncipe-obispo , la construcción estaba lejos de terminar. Incluso el altar mayor y el púlpito aún no estaban terminados, los otros altares ni siquiera habían comenzado;
- 1731: escalera del palacio de Bruchsal;
- 1731-1734: iglesia parroquial de St. Nikolaus, en Arnstein (Alta Franconia);
- 1733: Puente sobre el Tauber en Tauberrettersheim;
- 1733-1746: Castillo de Werneck;
- 1734-1757: Interior de la basílica de San Paulino en Trier;
- 1736-1738: Iglesia parroquial de St. Laurentius, en Retzbach;
- 1736-1739: Iglesia de peregrinación de  St. Laurentius am Weißen Brunnen, en Kirchenthumbach, distrito de Putzmühle;
- 1738: Hof Rombach en Wurzburgo (destruido en 1945); siehe Liste der Baudenkmäler in Würzburg-Altstadt#E (Eichhornstraße 23 a)
- 1739: Iglesia parroquial de Santa Cecilia, en Heusenstamm;
- 1739-1742:  Iglesia parroquial de  Santa Cecilia, en Saffig;
- San Pedro (Bruchsal)
- ca. 1740: Borradores para el Palacio Nuevo (Meersburg);
- 1741-1744: Planificación (desde 1741) y construcción (1743 a 1744) de la nueva Iglesia dominica en Wurzburgo[13]
- 1742-1746: Casas adosadas en la calle Theaterstraße en Wurzburgo (desde 1741; en 1945 casi completamente destruidas);[14]
- 1740-1746: Palacio de Augustusburg en Brühl, escalera (1740 a 1746), altar mayor de St. Marien (1745 a 1746)
- 1741-1745: Kreuzkapelle de Etwashausen, en Kitzingen;
- 1741-1747: Hofgut Öttershausen nueva construcción del Schüttbaus, renovación del Granero II y de Winkelbaus en Öttershausen;
- 1742-1746:  Iglesia Laurentius, en Dirmstein;
- 1743-1745: Iglesia de la Trinidad en Gaibach;
- 1743-1753: Basílica de Vierzehnheiligen cerca de Bad Staffelstein;
- Basílica vencida de la abadía de Münsterschwarzach;
- 1744: Iglesia de San Ciriaco, en Schwemmelsbach;
- 1744-1748: Molino del monasterio de la abadía de Münsterschwarzach;
- 1744-1760: Conversión del monasterio de Oberzell en Zell am Main;
- 1746-1751: Escaleras Santas de la iglesia Kreuzberg en Bonn;
- 1747-1792: Iglesia de la abadía de Neresheim;
- 1747-1754: Iglesia parroquial de St. Michael, en Hofheim im Ried;
- 1748-1750: Stiftsrathaus en Ellwangen, participación;)
- 1747: Marmelsteiner Hof (Domherrenhof Stadion) en Wurzburgo, Domerschulstraße 2:[14]
- 1748-1750: Iglesia de peregrinación de  Käppele, en Wurzburgo;
- 1748-1752: Iglesia de San Vito, en Dittigheim;
- ca. 1750: Pabellón de jardín en Randersacker;
- 1750-1770: Freiligrathhaus (proyecto del Palais von Buschmann/von Biegeleben) en Unkel am Rhein;
- 1751 a 1755: Iglesia de peregrinación de María, en Limbach;
- 1753: ampliación del castillo de Veitshöchheim, en Veitshöchheim;

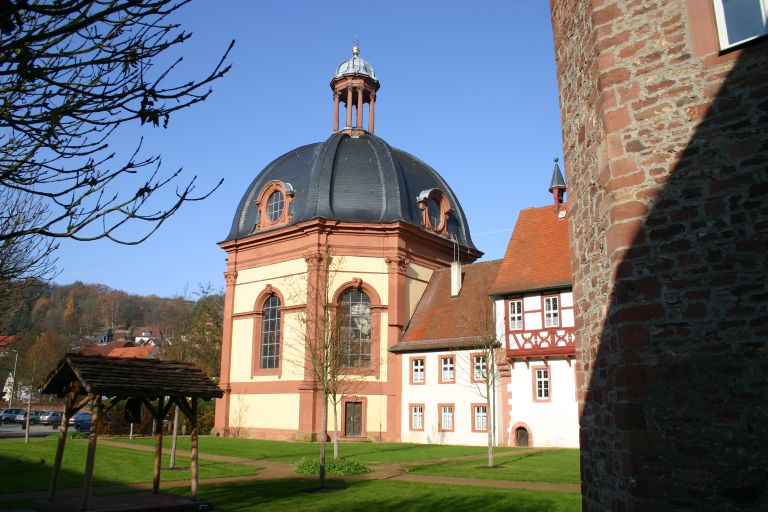
Iglesia abacial del monasterio de Holzkirchen (1728-1730)
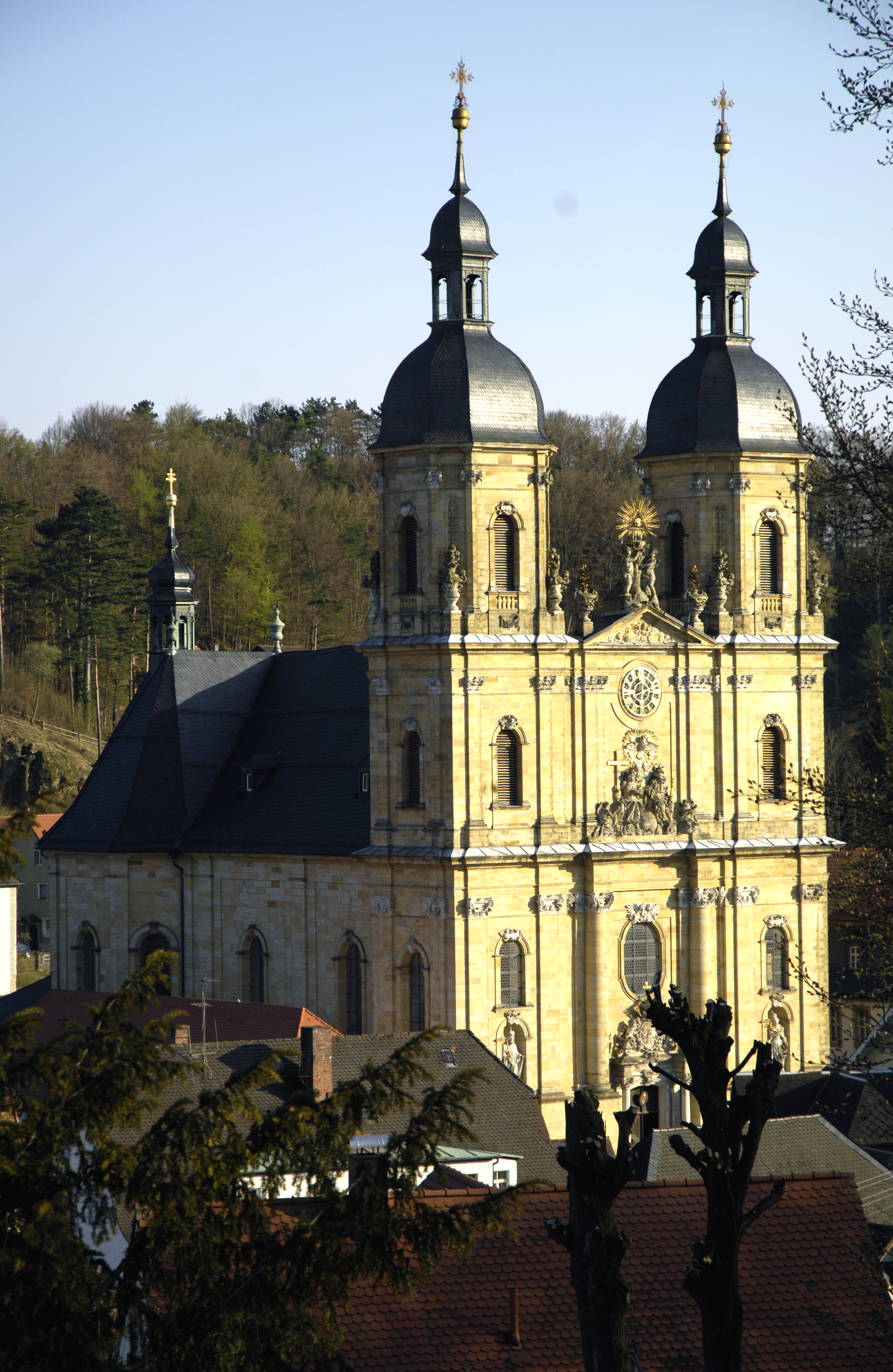
Iglesia de peregrinación del convento de Gössweinstein
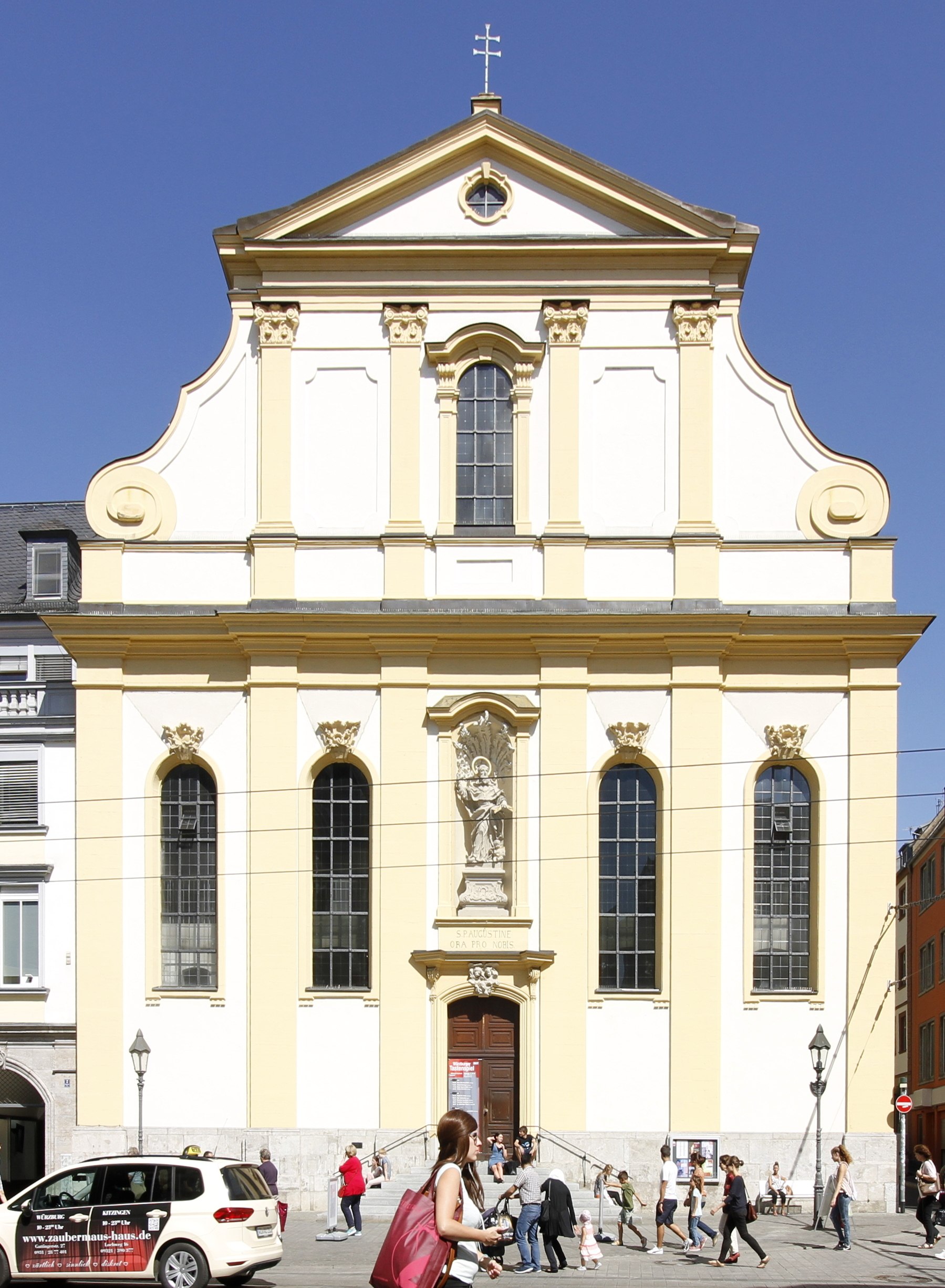
Iglesia dominica en Wurzburgo (1741-1746)
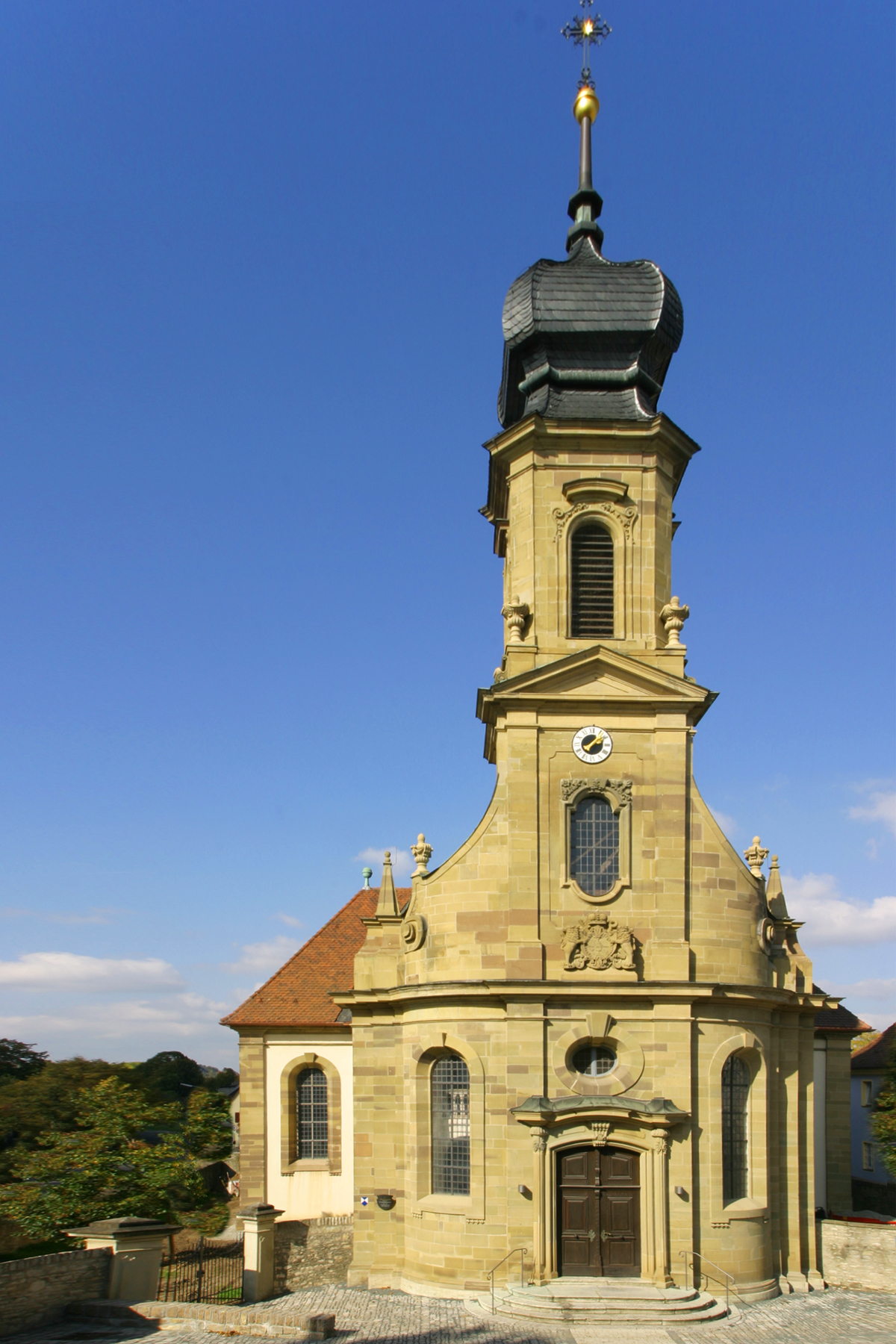
Kreuzkapelle de Etwashausen, en Kitzingen (1741-1745)
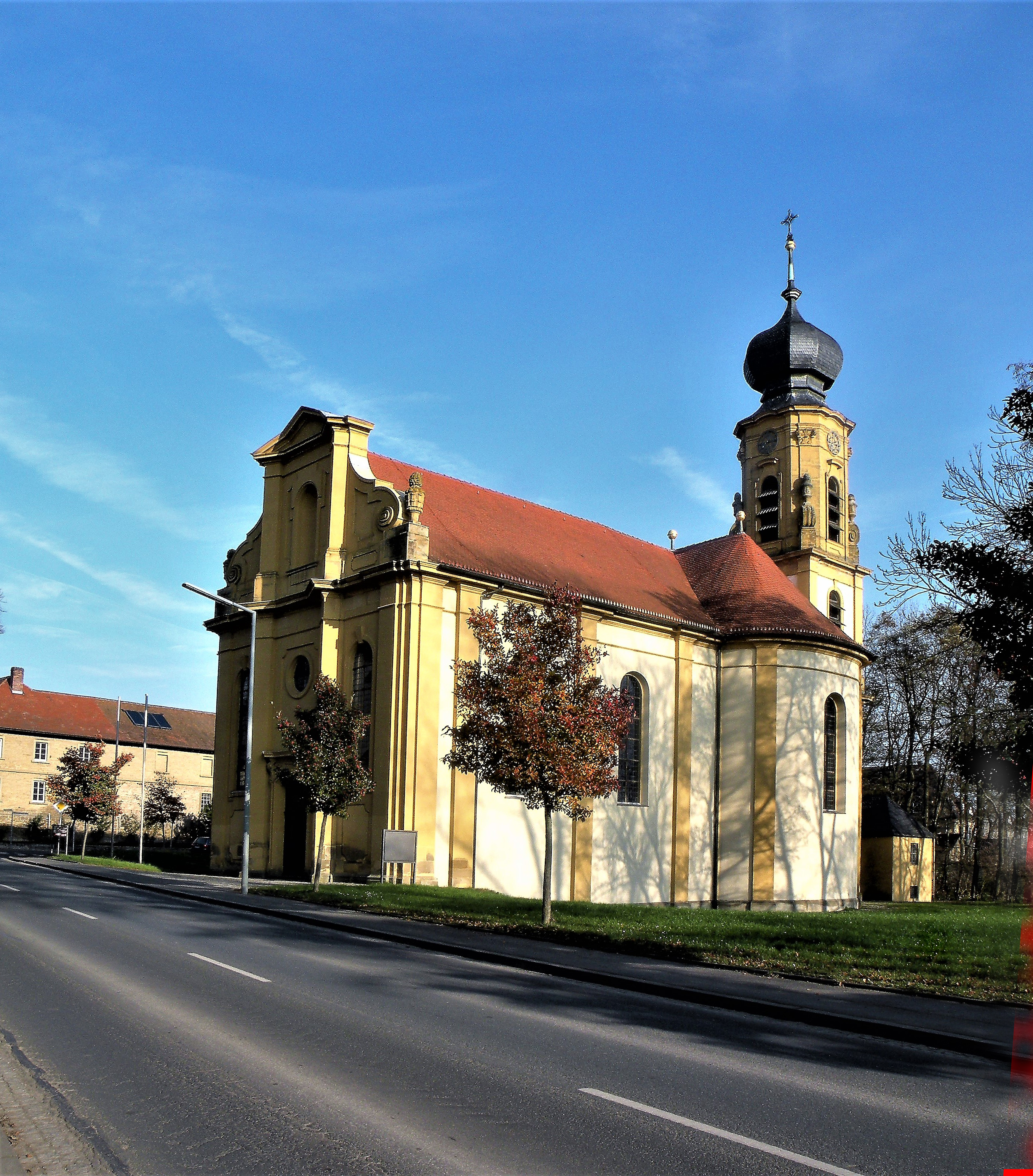
Iglesia de la Trinidad en Gaibach (1743-1745)
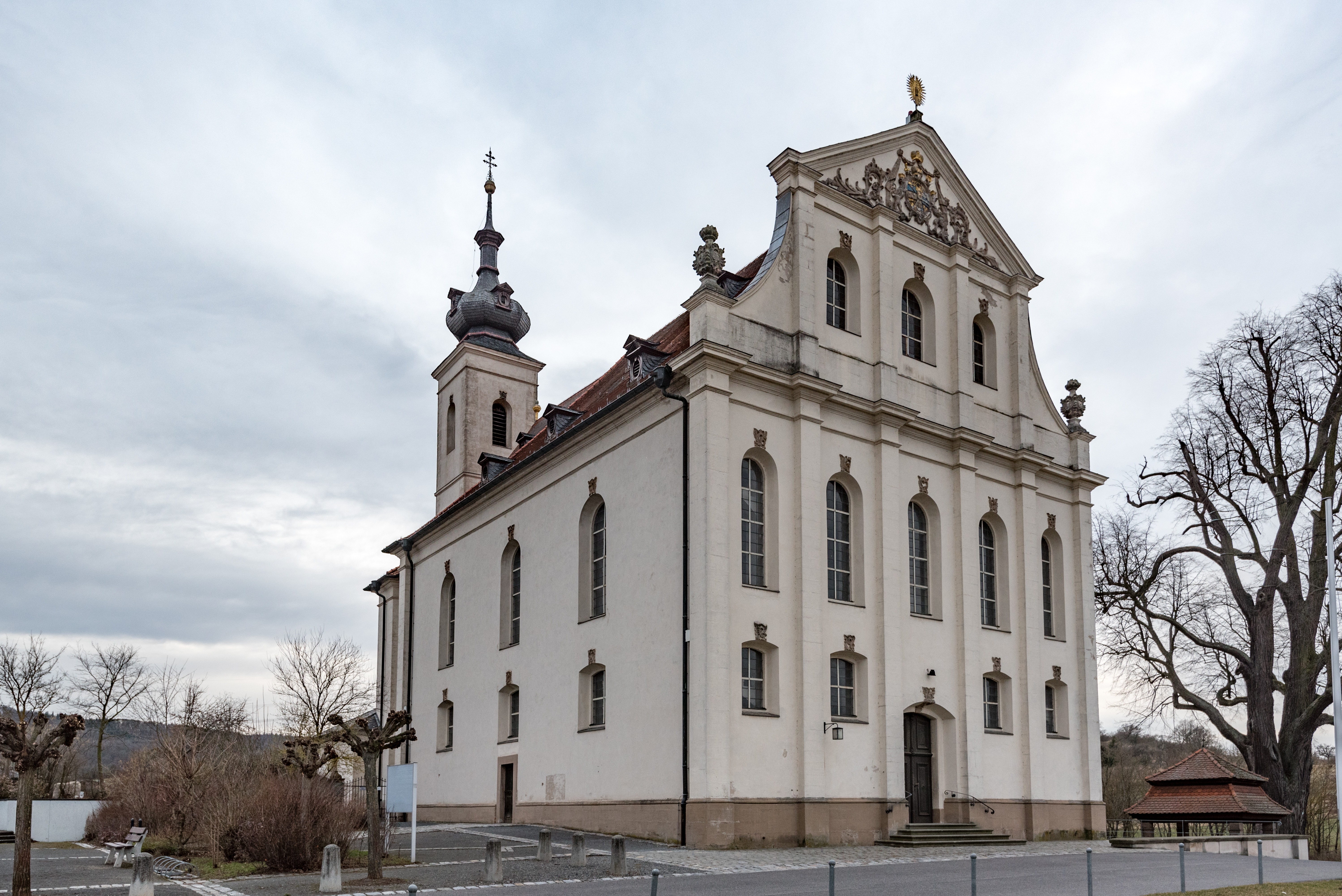
Iglesia de peregrinación de María (1751-1755), en Limbach
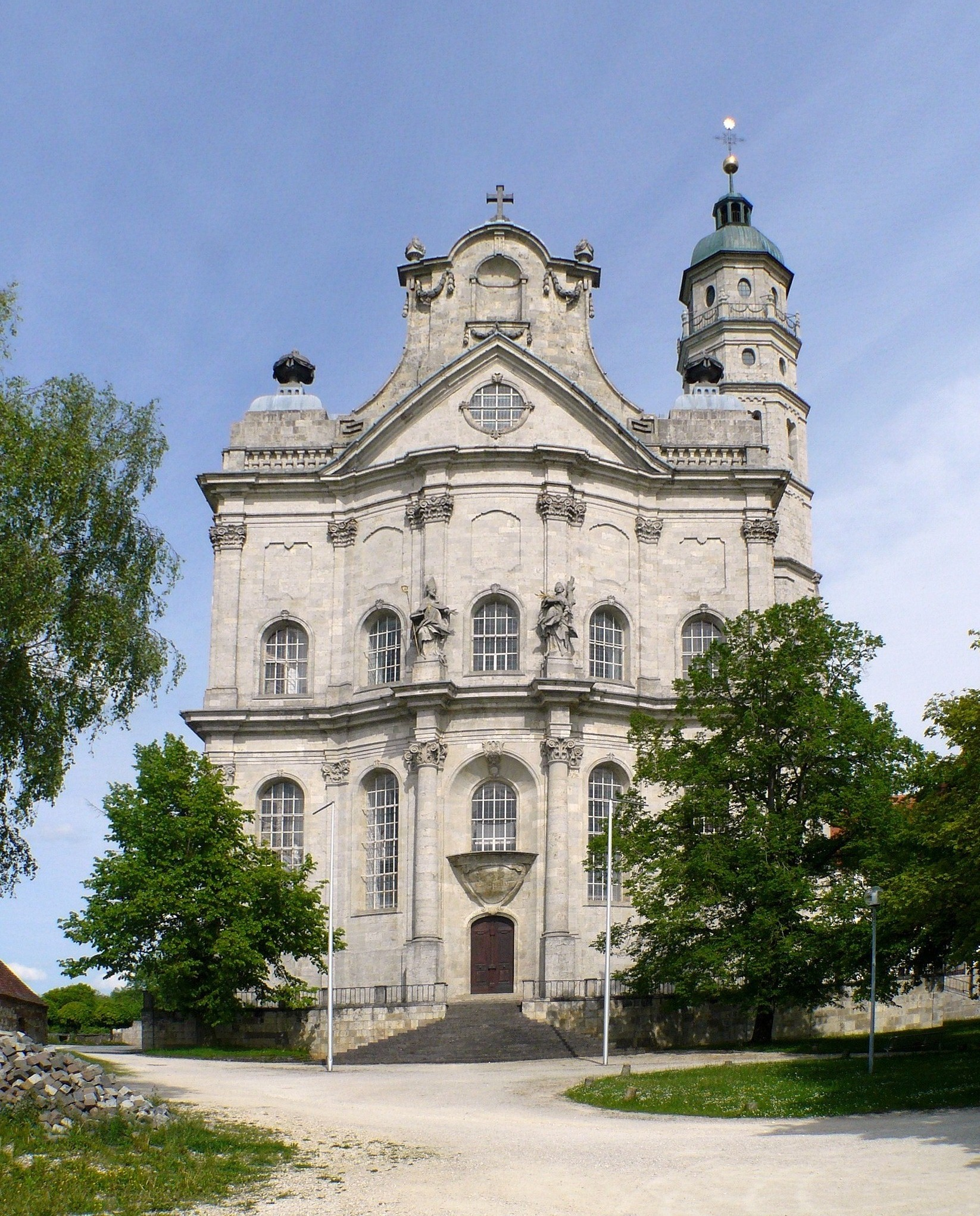
iglesia del monasterio benedictino de la Santa Cruz en Neresheim (1747-1792)

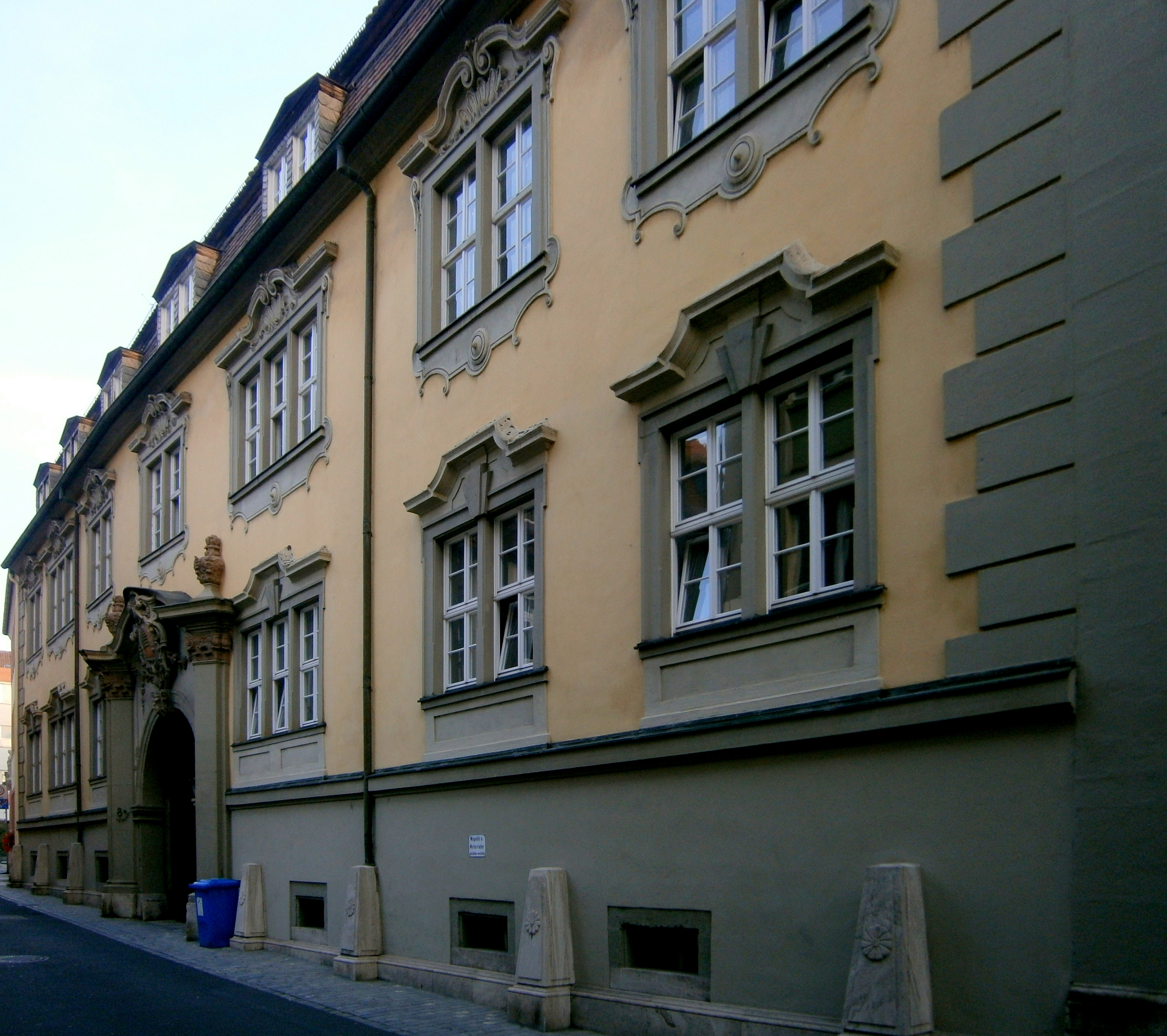
Fichtelhof, Bronnbachergasse 8 en Wurzburgo (1724-?)
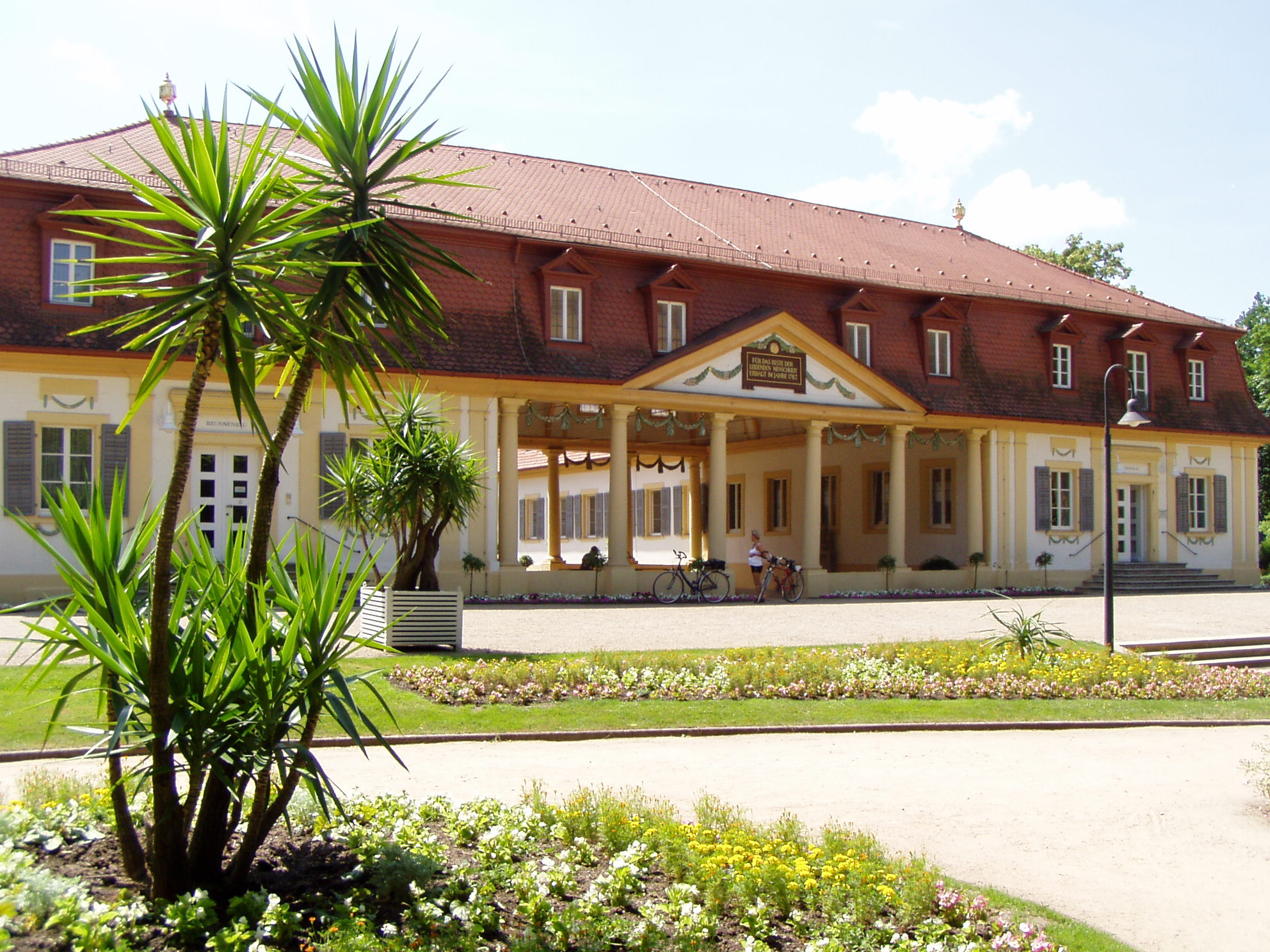
Sala de pozos en Bad Bocklet (1725)
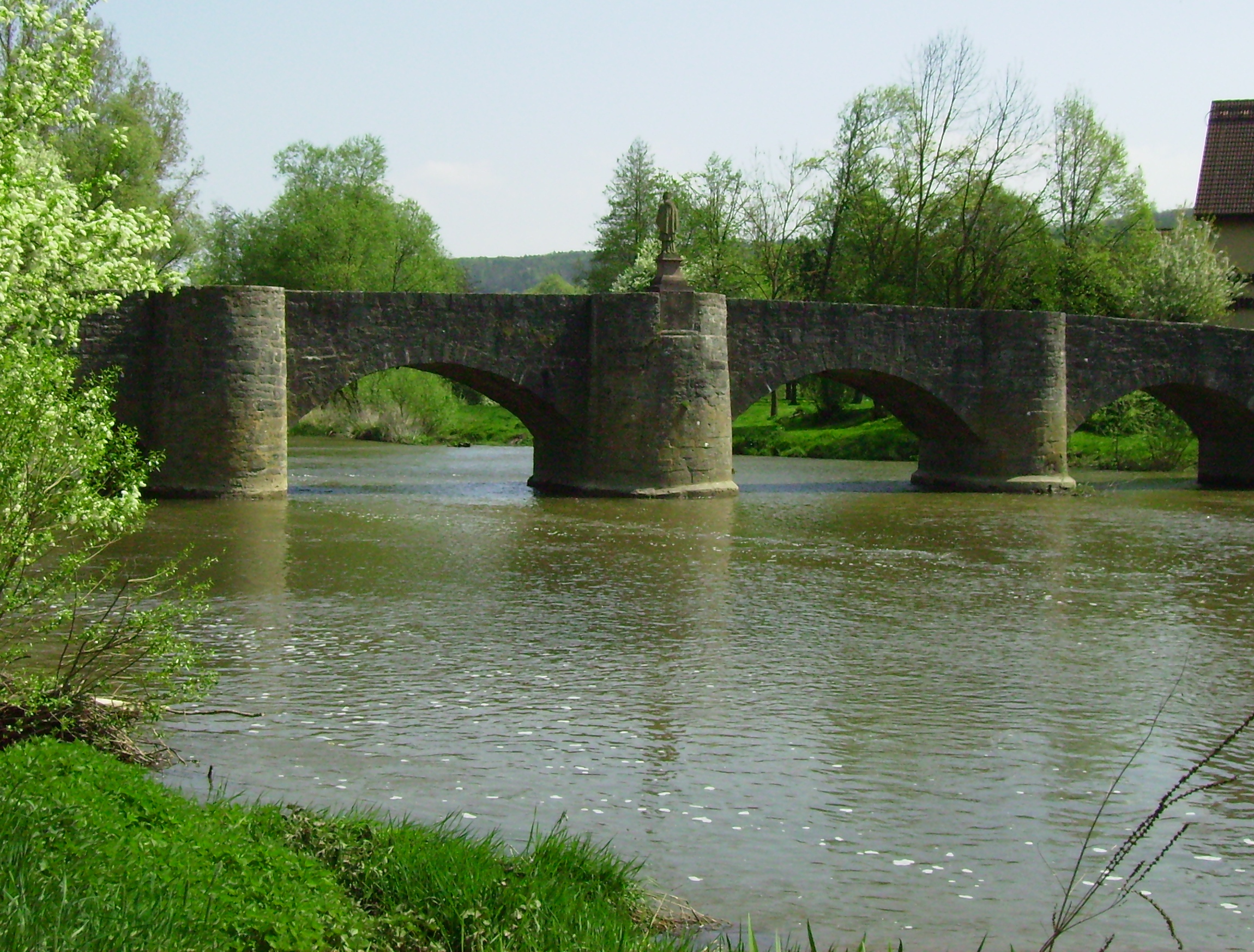
Puente sobre el Tauber en Tauberrettersheim (1733)
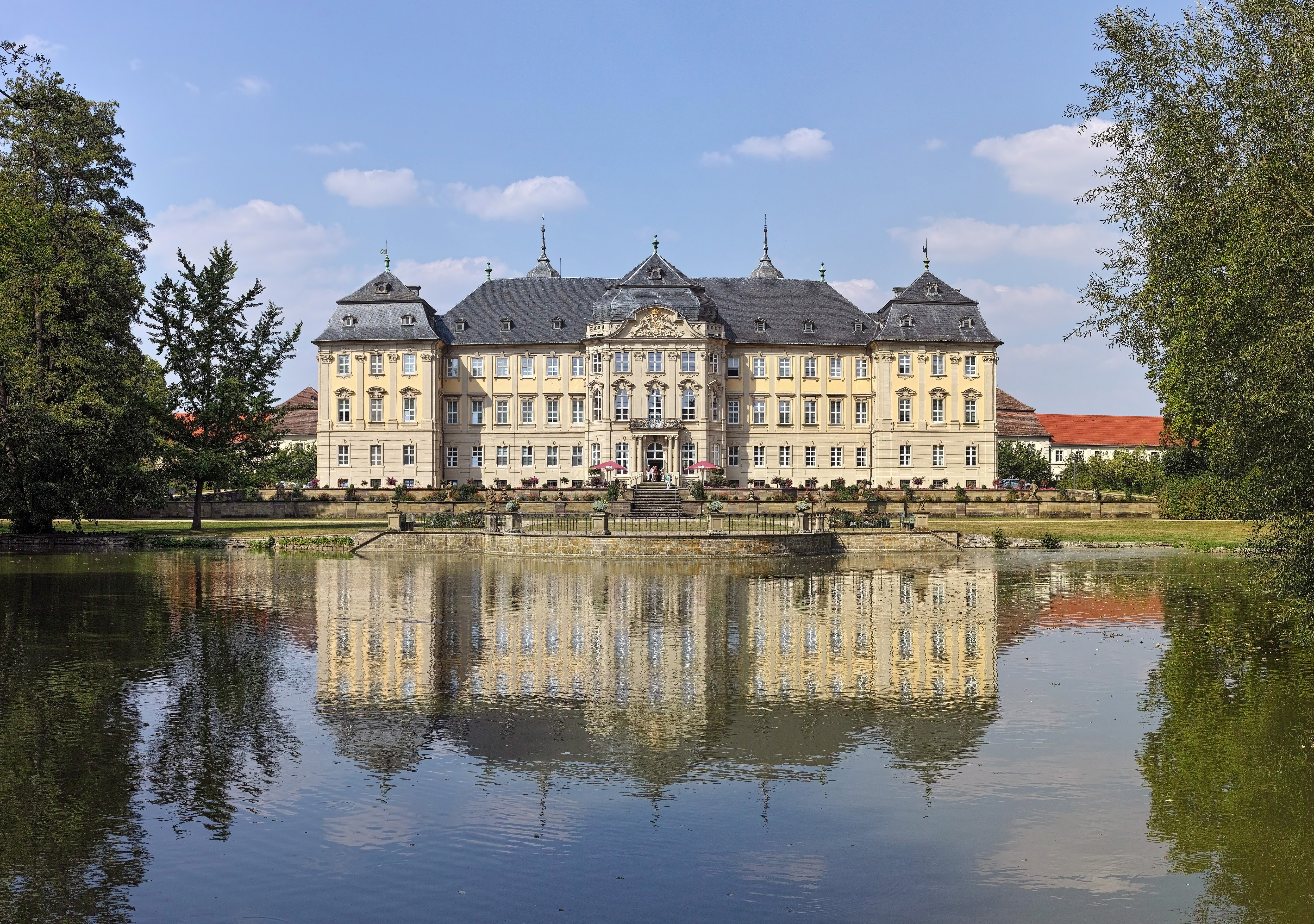
Castillo de Werneck (1733-1746)
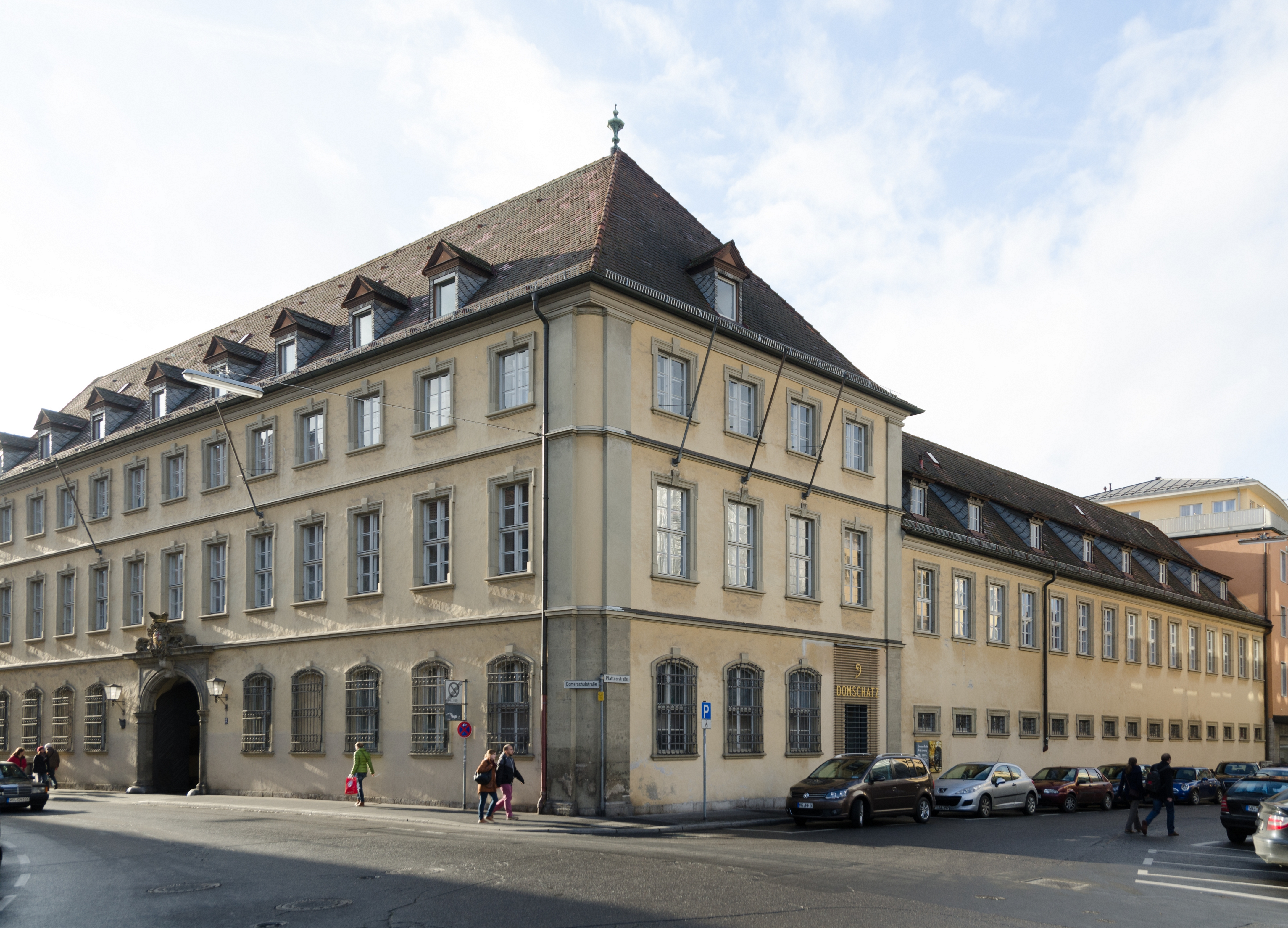
Marmelsteiner Hof en Wurzburgo (1747)

## Eponimia
- El asteroide (6351) Neumann lleva este nombre en su memoria.[15]